# Don Barksdale
Donald Argee „Don“ Barksdale (* 31. März 1923 in Oakland, Kalifornien; † 8. März 1993 ebenda) war ein US-amerikanischer Basketballspieler.
Als erster afro-amerikanischer Spieler war er Mitglied eines US-Olympiateams, bei den Olympischen Spielen 1948. Fünf Jahre später wurde er als erster Afroamerikaner in das NBA All-Star Game gewählt. Barksdale starb im Alter von 69 Jahren an Krebs. 2012 wurde Barksdale in die Naismith Memorial Basketball Hall of Fame aufgenommen.